# Zwergpapageien
Die Zwergpapageien (Micropsittini) sind eine Tribus der Eigentlichen Papageien (Psittacidae).
Die Zugehörigkeit der Gattungen Cyclopsitta und Psittaculirostris zu diesem Taxon ist nicht ganz unbestritten.
Andere, nicht mit den Zwergpapageien näher verwandte Gattungen von kleinen Papageien sind beispielsweise die Fledermauspapageien (Loriculus), die Sperlingspapageien (Forpus) und die Unzertrennlichen (Agapornis).
Die Tribus enthält in der gegenwärtigen Fassung 3 Gattungen mit insgesamt 11 Arten.

## Verbreitung
Alle Arten kommen in der Inselwelt nördlich von Australien von den Molukken über Neuguinea und den Bismarck-Archipel bis zu den Salomonen vor. Die am weitesten verbreitete Art, der Rotwangen-Zwergpapagei (Cyclopsitta diophthalma), besiedelt darüber hinaus auch noch die Ostküste von Australien, nach Süden bis in den Nordosten von New South Wales.

## Gattungen und Arten
- Spechtpapageien (Micropsitta)
  - Braunstirn-Spechtpapagei (M. pusio)
  - Gelbkappen-Spechtpapagei (M. keiensis)
  - Geelvink-Spechtpapagei (M. geelvinkiana)
  - Meekspechtpapagei (M. meeki)
  - Salomonenspechtpapagei (M. finschii)
  - Rotbrust-Spechtpapagei (M. bruijnii)
- Buntkopf-Zwergpapageien (Cyclopsitta)
  - Orangebrust-Zwergpapagei (C. gulielmitertii)
  - Rotwangen-Zwergpapagei (C. diophthalma)
- Feigenpapageien (Psittaculirostris)
  - Buntbrust-Feigenpapagei (P. desmarestii)
  - Edwards-Feigenpapagei (P. edwardsii)
  - Salvadori-Feigenpapagei (P. salvadorii)